# Líquido amniótico
O líquido amniótico (LA) é um líquido que envolve o embrião, preenchendo a bolsa amniótica. Como a maior parte do líquido amniótico é composto de água, a bolsa amniótica é também conhecida como "bolsa das águas". Quando se diz que "a bolsa se rompeu" e o líquido amniótico sai, significa seguramente que o momento do parto está eminente.
O LA é um componente importante do ambiente intrauterino. A sua produção e sua absorção dependem de uma série de mecanismos interdependentes entre o feto, a placenta, as membranas e o organismo materno. Características como coloração, propriedades físicas, volume e composição são elementos importantes para a análise da qualidade do líquido, e variam ao longo do desenvolvimento do feto.

## Funções
O LA é considerado uma das estruturas fundamentais para o auxílio ao desenvolvimento do feto. Entre suas funções, protege o feto contra choques mecânicos, permite o seu crescimento simétrico, funciona como barreira contra infeções, impede a aderência entre o embrião e o âmnio, bem como ajuda a controlar a temperatura corporal do embrião e permite que o feto se mova livremente no ventre, o que auxilia em seu desenvolvimento muscular. Por fim, ajuda também na prevenção da compressão do cordão umbilical, e funciona como depósito de excretas fecais do feto.

## Análises clínicas
Para a análise das propriedades do líquido amniótico, duas técnicas são mais utilizadas: amniocentese e amnioscopia.
A amniocentese consiste na introdução de uma agulha longa através da parede abdominal da mãe. O volume do líquido retirado depende da idade do feto e do motivo do exame. Essa técnica é utilizada para detectar principalmente doenças congênitas, defeitos de tubo neural, idade gestacional e maturidade fetal pulmonar, sendo indicada principalmente para mulheres acima de 35 anos devido à maior probabilidade de anormalidades cromossômicas fetais (síndrome de Patau e Edwards), além de tornar possível o estudo do DNA (paternidade).
Já a amnioscopia é um método endoscópico de observação da câmara amniótica proposto por Saling a partir de 1961. Existem vários modelos de amnioscópio, dos quais o mais utilizado é o de acrílico. O propósito da amnioscopia é observar as membranas, o volume estimativo do líquido amniótico, sua cor e a presença de partículas esbranquiçadas, chamadas grumos. Para realização do exame, faz se necessária uma dilatação cervical mínima de 1,2 cm, que é o diâmetro do tubo de menor calibre. As indicações mais frequentes para realização da amnioscopia são a gravidez prolongada (42 semanas completas a contar com a data da última menstruação), ruptura prematura das membranas, maturidade fetal e sofrimento fetal.

### Coloração
A análise macroscópica das propriedades do líquido geralmente inicia-se com a observação de sua colocação. Normalmente, ele varia de incolor a  acinzentado, principalmente nos primeiros meses de gestação. No entanto, nos últimos meses torna-se opaco, devido a presença de partículas em suspensão. Estas partículas são constituídas por lipídios que, ao aumentarem no decorrer da gestação, intensificam a turvação. Caso esta cor esteja alterada, tem significado patológico.
Uma das principais alterações da coloração do líquido ocorre quando ele se encontra amarelo-alaranjado devido à presença de bilirrubina em casos de anemia hemolítica, ou então amarelo-acastanhado, devido à presença dos eritrócitos maternos ou fetais e à hemossiderina e hemotoidina resultante de hemorragia; há ainda a possibilidade de apresentar cor esverdeada devido à estercobilina, presente no mecônio, traduzindo-se em sofrimento fetal.

### Propriedades físicas
O líquido amniótico também pode ser analisado a partir de outras características físicas através do seu aspecto, sendo classificado em:
- Tipo I: Líquido amniótico sem partículas de suspensão.
- Tipo II: Líquido amniótico com escassas e pequenas partículas em suspensão.
- Tipo III: Líquido amniótico com grandes e abundantes partículas em suspensão.
- Tipo IV: Líquido amniótico com grandes e abundantes partículas em suspensão e com filamentos, com aspecto viscoso.

### Volume
Outra característica importante está relacionada com o volume do líquido amniótico. Alterações no volume podem estar relacionadas com algumas patologias, como polidrâmnio e oligoidrâmnio. O polidrâmnio é o acúmulo patológico de líquido amniótico, associado a uma elevada morbimortalidade materna e perinatal. Considera-se polidrâmnio quando o volume amniótico ultrapassa os 2.000 ml, sendo que as causas principais que levam a este aumento são malformação fetal, distúrbios genéticos, diabetes melito, sensibilização Rh e infecções congênitas.

### Composição
Com relação a análise microscópica, os principais componentes presentes no líquido estão em suspensão ou em dissolução. Entre os elementos em suspensão estão as células esfoliadas do âmnio, oriundas principalmente do feto, e também lanugem e gotículas de gordura. Já entre os elementos em dissolução encontra-se substâncias orgânicas, como proteínas, aminoácidos, Alfafetoproteínas, substâncias nitrogenadas não proteicas, Lípidos, carboidratos, vitaminas, enzimas, bilirrubina, hormônios e as prostaglandinas, e inorgânicas como os eletrólitos, os quais estão relacionados com a idade gestacional.
Vale ressaltar também que o líquido amniótico é rico em células escamadas que delimitam a cavidade amniótica e também células oriundas do feto. No entanto, a base morfológica da citologia amniótca está estritamente relacionada ao feto, como o desenvolvimento intrauterino da pele, mucosas respiratórias e digestivas, das coberturas geniturinárias e de todas as cavidades em contato com esse líquido. Isso possibilita, então, analisar a fisiologia de cada epitélio, seus ritmos de crescimento e maturação, podendo diagnosticar coisas como maturidade fetal, gestação de alto risco, morte fetal, infecções ovulares, sexo fetal, além de determinar o grupo sanguíneo fetal no líquido amniótico em gestações de 37 a 40 semanas.
Além disso, a composição do líquido amniótico muda com a idade gestacional. No inicio da gravidez o líquido se encontra isotônico em relação ao sangue materno e fetal. Com a queratinização da pele fetal, a passagem do líquido através da pele fetal fica bastante reduzida. Nesse período, a urina fetal é mais hipotônica do que no inicio da gestação, tornando assim o LA hipotônico em relação ao sangue fetal.

## Diagnóstico
O LA pode fornecer inúmeras informações sobre a saúde fetal, podendo ser utilizado também para o diagnóstico de anormalidades genéticas no líquido amniótico, o qual é realizado através de cultura de células. A amostra é obtida entre 14 e 20 semanas de gestação, uma vez que as células coletadas são cultivadas e lisadas para análise cromossômica, determinando-se seu conteúdo enzimático para avaliar defeitos de metabolismo. Além disso, a doença hemolítica do recém-nascido, síndrome resultante de incompatibilidade Rh entre o sangue materno e o fetal, pode ser diagnosticada no líquido amniótico.
Outros aspectos que podem ser diagnosticados com a análise do LA estão relacionados com a citologia e a citopatologia amniótica, como maturidade fetal, gestação de alto risco, morte fetal, infecções ovulares e sexo fetal. Dessa forma, a análise do líquido amniótico reforça a importância da realização adequada de um pré-natal.